# FZI Forschungszentrum Informatik
Das FZI Forschungszentrum Informatik ist eine gemeinnützige Einrichtung für Informatik-Anwendungsforschung und Technologietransfer. Zielsetzung des FZI ist es, Innovationen zum Wohle der Gesellschaft zu erforschen und zu entwickeln sowie Forschende für ihre Arbeit zu qualifizieren. Das FZI wurde 1985 vom Wirtschaftsministerium Baden-Württemberg und der Universität Karlsruhe (heute: Karlsruher Institut für Technologie) gegründet. Der Sitz des FZI liegt in Karlsruhe. Seit 2011 betreibt das FZI zusätzlich die FZI-Außenstelle Berlin.

## Aufgabe und Forschungsfelder
Gemäß ihrer Satzung hat die gemeinnützige Forschungseinrichtung die Aufgabe, die neuesten wissenschaftlichen Erkenntnisse der Informationstechnologie als praxistaugliche Lösungen in Unternehmen und öffentliche Einrichtungen zu bringen. Dabei qualifiziert das FZI junge Menschen für eine akademische Karriere, einen beruflichen Einstieg in die Wirtschaft oder auch den Sprung in die Selbstständigkeit. Über 25 Professoren verschiedener Universitäten begleiten als Mitglieder des Direktoriums mit ihrer fachlich-wissenschaftlichen Exzellenz aus den Disziplinen Informatik, Wirtschaftswissenschaften, Elektrotechnik, Maschinenbau und Rechtswissenschaften die Forschungsgruppen am FZI, die in insgesamt fünf Forschungsbereiche zusammengefasst sind. Als gemeinnützige Stiftung des bürgerlichen Rechts arbeitet das FZI für und mit Unternehmen und öffentlichen Institutionen jeder Größenordnung zusammen – sowohl Kleinbetriebe als auch Konzerne, regionale Verwaltungen auf Länder-, Bund- und EU-Ebene.
Wissenschaftler und Wissenschaftlerinnen des FZI widmen sich interdisziplinär den folgenden Anwendungsfeldern der Informatik:
- Bildung, Forschung und Verwaltung
- Dienstleistung und Handel
- Energie
- Gebäude und öffentlicher Raum
- Gesundheitswesen
- IuK-Technologie
- Mobilität, Verkehr und Logistik
- Produktion
- Ver- und Entsorgung
- Automation und Robotik

### Mitgliedschaften und Engagements
Das FZI ist Innovationspartner des KIT sowie Mitglied der Innovationsallianz innBW und Gesellschafter der Innovationsallianz TechnologieRegion Karlsruhe. Im Mai 2015 gaben das FZI und die Gesellschaft für Informatik außerdem ihre strategische Partnerschaft zur Förderung der Ausbildungswege im Bereich der Informatik sowie des politischen Agenda-Settings und eines positiven und zeitgemäßen Verständnisses der IKT in der Gesellschaft bekannt. In der Region Karlsruhe engagiert sich das Forschungszentrum auch bei der innoWerft und ist darüber hinaus auch am European Center for Information and Communication Technologies beteiligt.
Das FZI ist Mitglied im Spitzencluster Elektromobilität Süd-West und war Partner im Software-Spitzencluster, das 2015 nach fünf Jahren beendet wurde. Gemeinsam mit dem Unternehmer-Netzwerk CyberForum e. V. koordiniert das FZI das DIZ Digitales Innovationszentrum.

## FZI-Außenstelle in Berlin
Das FZI Forschungszentrum Informatik hat seinen Hauptsitz in Karlsruhe und seit 2011 eine Außenstelle in Berlin. Das Büro dient auch als Schaufenster für die Karlsruher Aktivitäten in der Bundeshauptstadt und soll insbesondere bei der Zusammenarbeit mit den Bundesministerien sowie mit den in Berlin ansässigen Hauptstadtvertretungen wichtiger Verbände und Organisationen unterstützen. Im Sinne des baden-württembergischen Wirtschaftsministeriums vertritt das FZI in Berlin die Innovationsallianz Baden-Württemberg.

## FZI House of Living Labs
Das FZI House of Living Labs vereint alle Living Labs des FZI. Sie sind zu den Themen Future Mobility, Industrial Intelligence, Security and Law, Service Robotics, smartEnergy, smartHome/AAL und Software Innovations eingerichtet. Unternehmen können dort gemeinsam mit FZI-Wissenschaftlern ihre Forschungsansätze oder Produkte besprechen und weiterentwickeln. Das Forschungskonzept „Living Labs“ sieht vor, Anwender von Beginn an in die Produktentwicklung miteinzubeziehen sowie früh im Entwicklungsprozess die Teilergebnisse in möglichst realitätsnahen Umgebungen zu testen. Die Idee des FZI House of Living Labs erweitert dieses Konzept basierend auf dem Ansatz des „Out-of-Box-Thinking“: Dadurch, dass unterschiedliche Anwendungsbereiche im FZI House of Living Labs nah beieinander liegen, sollen Wissenschaftler und Industriepartner leichter über den eigenen Themenbereich hinweg neue Lösungsansätze entwickeln können. Stefan Hellfeld beschrieb das FZI House of Living Labs 2014 als so eingerichtet, dass ein kompletter Tagesablauf abgebildet werden kann: Man erwacht im FZI Living Lab smartHome/Ambient Assisted Living, bestreitet seinen Weg zur Arbeit im FZI Living Lab Automotive oder smartMobility, arbeitet bspw. im FZI Living Lab Service Robotics mit Industrierobotern zusammen in der Fertigung und fährt abends wieder nach Hause. Das Konzept des FZI House of Living Labs wird somit am FZI als Erweiterung des Forschungsansatzes „Living Labs“ begriffen.